# Kiichirō Furukawa
Kiichirō Furukawa en japonés: 古川 麒一郎, romanizado: Furukawa Kiichirō; (también Hurukawa Kiitiro) (Kurashiki, 8 de febrero de 1933-29 de junio de 2016) fue un astrónomo japonés que trabajó en el Tokyo Astronomical Observatory (Observatorio Astronómico de Tokio).
También colaboró en el Departamento de Astrofísica de la Universidad de Nagoya.
Fue un descubridor nato de asteroides, habiendo hecho, entre los años 1976 y 1986, 92 nuevos hallazgos, junto a Hiroki Kosai, de los que 49 fueron asteroides:
| Asteroides            | Designación provisional | Fecha de descubrimiento         |
| (2271) Kiso           | 1976 UV5                | 22 de octubre de 1976           |
| (2330) Ontake         | 1977 DS3                | 18 de febrero de 1977           |
| (2470) Agematsu       | 1976 UW15               | 22 de octubre de 1976           |
| (2924) Mitake-mura    | 1977 DJ2                | 18 de febrero de 1977           |
| (2960) Ohtaki         | 1977 DK3                | 18 de febrero de 1977           |
| (3111) Misuzu         | 1977 DX8                | 19 de febrero de 1977           |
| (3249) Musashino      | 1977 DT4                | 18 de febrero de 1977           |
| (3291) Dunlap         | 1982 VX3                | 14 de noviembre de 1982         |
| (3319) Kibi           | 1977 EJ5                | 12 de marzo de 1977             |
| (3320) Namba          | 1982 VZ4                | 14 de noviembre de 1982         |
| (3391) Sinon          | 1977 DD3                | 18 de febrero de 1977           |
| (3607) Naniwa         | 1977 DO4                | 18 de febrero de 1977           |
| (3878) Jyoumon        | 1982 VR4                | 14 de noviembre de 1982         |
| (4072) Yayoi          | 1981 UJ4                | 30 de octubre de 1981           |
| (4077) Asuka          | 1982 XV1                | 13 de diciembre de 1982         |
| (4186) Tamashima      | 1977 DT1                | 18 de febrero de 1977           |
| (4272) Entsuji        | 1977 EG5                | 12 de marzo de 1977             |
| (4526) Konko          | 1982 KN1                | 22 de mayo de 1982              |
| (4812) Hakuhou        | 1977 DL3                | 18 de febrero de 1977           |
| (4855) Tenpyou        | 1982 VM5                | 14 de noviembre de 1982         |
| (4890) Shikanosima    | 1982 VE4                | 14 de noviembre de 1982         |
| (4929) Yamatai        | 1982 XV                 | 13 de diciembre de 1982         |
| (4963) Kanroku        | 1977 DR1                | 18 de febrero de 1977           |
| (5017) Tenchi         | 1977 DS2                | 18 de febrero de 1977           |
| (5018) Tenmu          | 1977 DY8                | 19 de febrero de 1977           |
| (5082) Nihonsyoki     | 1977 DN4                | 18 de febrero de 1977           |
| (5454) Kojiki         | 1977 EW5                | 12 de marzo de 1977             |
| (5466) Makibi         | 1986 WP8                | 30 de noviembre de 1986         |
| (5541) Seimei         | 1976 UH16               | 22 de octubre de 1976           |
| (6031) Ryokan         | 1982 BQ4                | 26 de junio de 1982             |
| (6218) Mizushima      | 1977 EG7                | 12 de marzo de 1977             |
| (6818) Sessyu         | 1983 EM1                | 11 de marzo de 1983             |
| (6846) Kansazan       | 1976 UG15               | 22 de octubre de 1976           |
| (7104) Manyousyu      | 1977 DU                 | 18 de febrero de 1977           |
| (7105) Yousyozan      | 1977 DB1                | 18 de febrero de 1977           |
| (7562) Kagiroino-Oka  | 1986 WO9                | 30 de febrero[¿cuándo?] de 1986 |
| (7627) Wakenokiyomaro | 1977 DS4                | 18 de febrero de 1977           |
| (7634) Shizutani-Kou  | 1982 VO3                | 14 de febrero de 1982           |
| (7991) Kaguyahime     | 1981 UT7                | 30 de octubre de 1981           |
| (8133) Takanochoei    | 1977 DX3                | 18 de febrero de 1977           |
| (8144) Hiragagennai   | 1982 VY2                | 14 de noviembre de 1982         |
| (9147) Kourakuen      | 1977 DD1                | 18 de febrero de 1977           |
| (9153) Chikurinji     | 1981 UD2                | 30 de octubre de 1981           |
| (9293) Kamogata       | 1982 XQ1                | 13 de diciembre de 1982         |
| (9719) Yakage         | 1977 DF2                | 18 de febrero de 1977           |
| (10006) Sessai        | 1976 UR15               | 22 de octubre de 1976           |
| (10008) Raisanyo      | 1977 DT2                | 18 de febrero de 1977           |
| (10009) Hirosetanso   | 1977 EA6                | 12 de marzo de 1977             |
| (10453) Banzan        | 1977 DY3                | 18 de febrero de 1977           |
| (16357) Risanpei      | 1976 UP18               | 22 de octubre de 1976           |

El asteroide (3425) Hurukawa está nombrado así en su honor.